# 워크 하드: 듀이 콕스 스토리
《워크 하드: 듀이 콕스 스토리》(영어: Walk Hard: The Dewey Cox Story)는 미국에서 제작된 제이크 캐즈던 감독의 2007년 코미디 영화이다. 존 C. 라일리, 크리스틴 위그, 팀 메도스, 제나 피셔 등이 출연하였고, 저드 애퍼타우 등이 제작에 참여하였다.
주된 참조 대상이 된 영화는 《레이》(2004)와 《앙코르 》(2005)이며, 주인공 듀이 콕스는 레이 찰스, 조니 캐시, 로이 오비슨, 글렌 캠벨, 밥 딜런, 제리 리 루이스, 도너번, 존 레넌, 제임스 브라운, 짐 모리슨, 콘웨이 트위티, 닐 다이아몬드, 행크 윌리엄스, 브라이언 윌슨 등에게서 따온 인물이다. 이 외에 허구화된 버디 홀리, 빅 보퍼, 엘비스 프레슬리, 비틀스가 등장하며, 에디 베더, 주얼, 고스트페이스 킬라 등이 본인 역으로 출연하였다. 이 영화는 또한 데이비드 보위, 빌리 조엘, 밴 다이크 파크스의 음악 양식과 1970년대 펑크 록을 풍자 혹은 오마주하였다.
이 영화는 2007년 12월 21일 북아메리카에서 개봉하였다. 평론가들로부터 긍정 평가를 받았으나 3,500만 달러 제작비 대비 2,000만 달러 수익을 거둬들이며 박스 오피스 봄이 되었다. 2008년 제65회 골든 글로브상에서 뮤지컬·코미디 영화 부문 남우주연상과 주제가상 후보에 올랐다.
이후 컬트 영화로 자리잡았다.

## 출연
- 존 C. 라일리
  - 코너 레이번
- 제나 피셔
- 레이먼드 J. 배리
- 마고 마틴데일
- 크리스틴 위그
- 팀 메도스
- 크리스 파넬
- 맷 베서
- 조나 힐
- 데이비드 "허니보이" 에드워즈
- 데이비드 크럼홀츠
- 크레이그 로빈슨
- 해럴드 레이미스
- 사이먼 헬버그
- 마틴 스타
- 존 마이클 히긴스
- 에드 헬름스
- 제인 린치
- 앤절라 리틀
- 스카일러 지손도
- 잭 맥브레이어
- 냇 팩슨
- 랜스 하워드
- 오뎃 유스트먼
- 프랭키 뮤니즈
- 잭 화이트
- 템프테이션스
- 에디 베더
- 잭슨 브라운
- 주얼
- 고스트페이스 킬라
- 라일 러빗
- 폴 러드
- 잭 블랙
- 저스틴 롱
- 제이슨 슈워츠먼
- 패트릭 더피
- 모건 페어차일드
- 셰릴 래드
- 돈 워스
- 패트릭 J. 애덤스
- 제프리 굴드

## 기타 제작진
- 협력 제작: 케리 디트릭
- 배역: 애니아 콜로프, 에이미 매킨타이어 브릿
- 미술: 제퍼슨 세이지
- 세트: 클로뎃 다이덜
- 의상: 데브라 맥과이어